# Liste der Naturdenkmale in Bühlerzell
| Naturdenkmale | Anzahl |
| ------------- | ------ |
| FND           | 16     |
| END           | 9      |
| Gesamt        | 25     |

Die Liste der Naturdenkmale in Bühlerzell nennt die verordneten Naturdenkmale (ND) der im baden-württembergischen Landkreis Schwäbisch Hall liegenden Gemeinde Bühlerzell. In Bühlerzell gibt es insgesamt 25 als Naturdenkmal geschützte Objekte, davon 16 flächenhafte Naturdenkmale (FND) und 9 Einzelgebilde-Naturdenkmale (END).
Stand: 31. Oktober 2016.

## Flächenhafte Naturdenkmale (FND)
| Name                                             | Bild | Kennung     | Einzelheiten | Position | Fläche Hektar | Datum         |
| ------------------------------------------------ | ---- | ----------- | ------------ | -------- | ------------- | ------------- |
| Aufgelassener Steinbruch nordwestl.Geifertshofen | BW   | 81270130023 | Bühlerzell   | ⊙        | 0,1           | 19. Juli 1993 |
| Baumgruppe im Ort                                | BW   | 81270130019 | Bühlerzell   | ⊙        | 0,0           | 16. Sep. 1985 |
| Ehemaliger Sandbruch bei Hinterwald              | BW   | 81270130026 | Bühlerzell   | ⊙        | 0,2           | 19. Juli 1993 |
| Ehemaliger Sandbruch beim Spatzenhof             | BW   | 81270130027 | Bühlerzell   | ⊙        | 0,2           | 19. Juli 1993 |
| Feuchtwiese am Schafbach                         | BW   | 81270130024 | Bühlerzell   | ⊙        | 1,0           | 19. Juli 1993 |
| Hohlweg bei Holenstein                           | BW   | 81270130018 | Bühlerzell   | ⊙        | 0,3           | 16. Sep. 1985 |
| Kleiner Eichwald                                 | BW   | 81270130014 | Bühlerzell   | ⊙        | 1,5           | 24. Okt. 1983 |
| Kleiner Teich mit Gehölz                         | BW   | 81270130016 | Bühlerzell   | ⊙        | 0,0           | 24. Okt. 1983 |
| Sandbruch bei Steinenbühl                        | BW   | 81270130011 | Bühlerzell   | ⊙        | 0,2           | 24. Okt. 1983 |
| Sandbruch im Hölzle                              | BW   | 81270130017 | Bühlerzell   | ⊙        | 0,1           | 16. Sep. 1985 |
| Streuwiese an der Bühler                         | BW   | 81270130012 | Bühlerzell   | ⊙        | 0,7           | 24. Okt. 1983 |
| Teich beim Eichberg                              | BW   | 81270130010 | Bühlerzell   | ⊙        | 0,0           | 16. Sep. 1985 |
| Treibsee                                         |      | 81270130001 | Bühlerzell   | ⊙        | 3,4           | 8. Okt. 1955  |
| Waldwiese südwestl.von Mangoldshausen            | BW   | 81270130025 | Bühlerzell   | ⊙        | 1,2           | 19. Juli 1993 |
| Weiher mit Verlandungszone am Uhlbach            | BW   | 81270130022 | Bühlerzell   | ⊙        | 0,2           | 20. Nov. 1989 |
| 1 Eiche und 2 Birken                             | BW   | 81270130013 | Bühlerzell   | ⊙        | 0,1           | 24. Okt. 1983 |
| Legende für Naturdenkmal                         |      |             |              |          |               |               |

## Einzelgebilde (END)
| Name                                          | Bild | Kennung     | Einzelheiten | Position | Fläche Hektar | Datum         |
| --------------------------------------------- | ---- | ----------- | ------------ | -------- | ------------- | ------------- |
| Bäume am Spatzenhof                           | BW   | 81270130009 | Bühlerzell   | ⊙        | 0,0           | 24. Okt. 1983 |
| Forche beim Treibsee                          | BW   | 81270130020 | Bühlerzell   | ⊙        | 0,0           | 8. Okt. 1955  |
| 1 Eiche zwischen Kammerstatt u.dem Spatzenhof | BW   | 81270130008 | Bühlerzell   | ⊙        | 0,0           | 24. Okt. 1983 |
| 1 Sommerlinde bei der Kapelle                 | BW   | 81270130003 | Bühlerzell   | ⊙        | 0,0           | 10. März 1967 |
| 1 Sommerlinde in Hinterwald                   | BW   | 81270130002 | Bühlerzell   | ⊙        | 0,0           | 8. Okt. 1955  |
| 1 Traubeneiche im Wald                        | BW   | 81270130015 | Bühlerzell   | ⊙        | 0,0           | 24. Okt. 1983 |
| 1 Winterlinde in Röhmen                       | BW   | 81270130004 | Bühlerzell   | ⊙        | 0,0           | 8. Okt. 1955  |
| 1 Winterlinde in Schönbronn                   | BW   | 81270130007 | Bühlerzell   | ⊙        | 0,0           | 8. Okt. 1955  |
| 2 Sommerlinden in Schönbronn                  | BW   | 81270130006 | Bühlerzell   | ⊙        | 0,0           | 19. Juli 1993 |
| Legende für Naturdenkmal                      |      |             |              |          |               |               |